# Jarred Tinordi
Jarred Michael Tinordi (* 20. Februar 1992 in Burnsville, Minnesota) ist ein US-amerikanischer Eishockeyspieler, der seit September 2024 bei den Calgary Flames in der National Hockey League unter Vertrag steht und parallel für deren Farmteam, die Calgary Wranglers, in der American Hockey League (AHL) zum Einsatz kommt. Sein Vater Mark spielte zwölf Saisons in der NHL.

## Karriere
Jarred Tinordi wurde im Alter von 16 Jahren ins USA Hockey National Team Development Program berufen und durchlief dort verschiedene Altersstufen der Mannschaft, bevor er zur Saison 2009/10 endgültig in die U18-Auswahl des Teams in der United States Hockey League aufgenommen wurde. Dort wurde er zum Mannschaftskapitän ernannt und bestritt 26 Spiele, bei denen er mit 68 Strafminuten bereits sein Spielstil als physischer Verteidiger zeigte. Bei der U18-Weltmeisterschaft gewann Tinordi mit den USA die Goldmedaille.
Im NHL Entry Draft 2010 wurde Jarred Tinordi von den Canadiens de Montréal in der ersten Runde an 22. Position ausgewählt. Im KHL Junior Draft 2010 sicherte sich zudem der russische Verein HK Metallurg Magnitogorsk seine Transferrechte in der Kontinentalen Hockey-Liga.

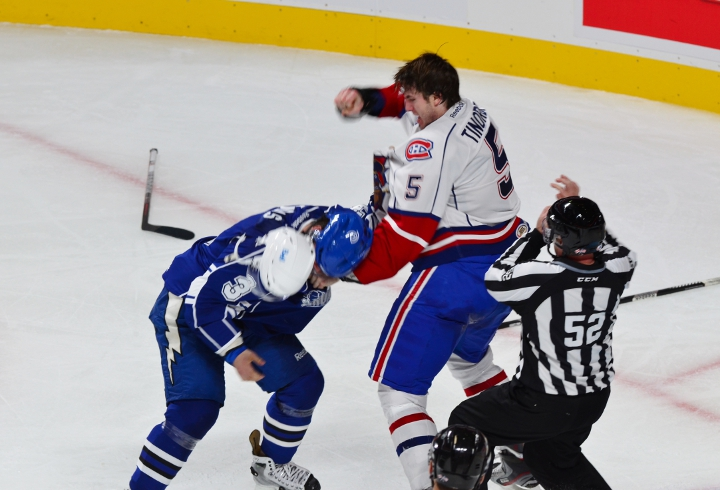
Jarred Tinordi im Kampf gegen Radko Gudas.

Zur Saison 2010/11 wechselte Tinordi zu den London Knights in die Ontario Hockey League. Dort etablierte er sich sofort als Stammspieler und bestritt in seiner Debütsaison 63 Spiele. Gleichzeitig führte der 1,98 Meter große Verteidiger mit 140 Strafminuten alle Spieler seines Teams an. In der folgenden Saison wurde er zum Kapitän der Knights ernannt. Obwohl er insgesamt zehn Spiele aufgrund einer Verletzung am Auge verpasste, verzeichnete Tinordi am Ende der Saison mit einer Plus/Minus-Bilanz von +39 den besten Wert der Liga. Auch seine 14 Assists waren persönlicher Bestwert. Als bestes Team der regulären Saison gelang den London Knights schließlich auch in den Play-offs der Gewinn des J. Ross Robertson Cup. Im Memorial Cup scheiterte die Mannschaft aber an den Cataractes de Shawinigan. Trotzdem wurde Tinordi ins All-Star Team des Turniers gewählt.
Vor der Saison 2012/13 wechselte Jarred Tinordi zu den Hamilton Bulldogs, dem damaligen Farmteam der Canadiens de Montréal, in die American Hockey League (AHL). Im März 2013 wurde er schließlich erstmals in den NHL-Kader der Canadiens berufen wurde, wo er sein erstes Spiel am 16. März 2013 gegen die New Jersey Devils bestritt. Dabei erzielte er auch seinen ersten Scorerpunkt, als er ein Tor von Tomáš Plekanec vorbereitete.
Im Januar 2016 wechselte Tinordi samt Stefan Fournier zu den Arizona Coyotes, die ihm Gegenzug Victor Bartley und John Scott an die Canadiens abgaben. Im März gleichen Jahres wurde Tinordi für 20 Spiele gesperrt, weil er gegen die Doping-Regularien der NHL („Performance Enhancing Substances Program“) verstoßen hatte. Nach eigener Aussage war er sich des Verbots der nicht näher bezeichneten Substanz nicht bewusst.
Nach der Saison 2016/17, die er ausschließlich in der AHL verbracht hatte, schloss sich der Verteidiger im Juli 2017 als Free Agent den Pittsburgh Penguins an. Im Juli 2018 unterzeichnete Tinordi in gleicher Weise einen Einjahresvertrag bei den Nashville Predators, der vor Ablauf um zwei Jahre verlängert wurde. In dieser Zeit wurde er überwiegend bei den Milwaukee Admirals in der AHL eingesetzt, die er als Mannschaftskapitän anführte. Im Februar 2021 sollte er über den Waiver abermals in die AHL geschickt werden, wobei seinen Vertrag jedoch die Boston Bruins übernahmen. Dort beendete er die Saison und wechselte anschließend im Juli 2021 als Free Agent zu den New York Rangers. Anschließend gelangte er, abermals über den Waiver, im Oktober 2022 zu den Chicago Blackhawks. In deren NHL-Aufgebot wiederum kam er regelmäßig zum Einsatz, ehe er sich im September 2024 als Free Agent den Calgary Flames anschloss.

## Erfolge und Auszeichnungen
- 2010 Goldmedaille bei der U18-Junioren-Weltmeisterschaft
- 2012 J.-Ross-Robertson-Cup-Gewinn mit den London Knights
- 2012 Memorial Cup All-Star Team

## Karrierestatistik
Stand: Ende der Saison 2023/24

### International
Vertrat die USA bei:
- U18-Junioren-Weltmeisterschaft 2010
- U20-Junioren-Weltmeisterschaft 2012

(Legende zur Spielerstatistik: Sp oder GP = absolvierte Spiele; T oder G = erzielte Tore; V oder A = erzielte Assists; Pkt oder Pts = erzielte Scorerpunkte; SM oder PIM = erhaltene Strafminuten; +/− = Plus/Minus-Bilanz; PP = erzielte Überzahltore; SH = erzielte Unterzahltore; GW = erzielte Siegtore; 1 Play-downs/Relegation; Kursiv: Statistik nicht vollständig)